# 1915-ös indianapolisi 500

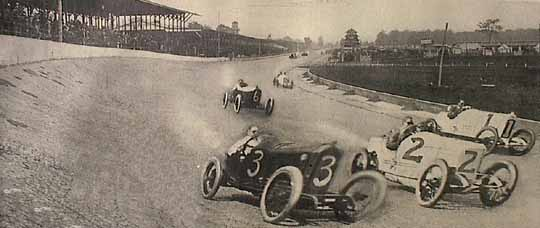
Az 1915-ös rajt a New York Times magazinból

Az 5. alkalommal megrendezett Indianapolisi 500 mérföldes versenyt 1915. május 31-én rendezték meg.
| Helyezés | Rajthely | Rajtszám | Versenyző          | Qual   | Rank | Körök száma | Élen | Kiesés oka      |
| -------- | -------- | -------- | ------------------ | ------ | ---- | ----------- | ---- | --------------- |
| 1        | 2        | 2        | Ralph DePalma      | 98.580 | 2    | 200         | 132  | Running         |
| 2        | 3        | 3        | Dario Resta        | 98.470 | 3    | 200         | 37   | Running         |
| 3        | 5        | 5        | Gil Anderson       | 95.140 | 5    | 200         | 26   | Running         |
| 4        | 4        | 4        | Earl Cooper        | 96.770 | 4    | 200         | 0    | Running         |
| 5        | 11       | 15       | Harry Grant        | 89.290 | 11   | 200         | 0    | Running         |
| 6        | 7        | 8        | Bob Burman         | 92.400 | 7    | 200         | 0    | Running         |
| 7        | 1        | 1        | Howdy Wilcox       | 98.900 | 1    | 200         | 5    | Running         |
| 8        | 9        | 10       | Tom Alley          | 90.000 | 9    | 200         | 0    | Running         |
| 9        | 16       | 19       | Billy Carlson      | 84.110 | 16   | 200         | 0    | Running         |
| 10       | 14       | 7        | Noel Van Raalte    | 86.870 | 14   | 200         | 0    | Running         |
| 11       | 24       | 28       | Willie Haupt       | 80.360 | 24   | 200         | 0    | Running         |
| 12       | 10       | 14       | George C. Babcock  | 89.460 | 10   | 184         | 0    | Loose mud apron |
| 13       | 17       | 21       | Tom Orr            | 83.550 | 17   | 168         | 0    | Axle bearing    |
| 14       | 6        | 6        | Jean Porporato     | 94.740 | 6    | 164         | 0    | Piston          |
| 15       | 15       | 18       | Joe Cooper         | 85.550 | 15   | 154         | 0    | Crash SC        |
| 16       | 18       | 22       | Ralph Mulford      | 82.720 | 18   | 124         | 0    | Rod             |
| 17       | 12       | 12       | Eddie O’Donnell    | 88.930 | 12   | 117         | 0    | Cylinder        |
| 18       | 8        | 9        | Art Klein          | 90.450 | 8    | 0           | 0    | Smoking         |
| 19       | 20       | 23       | Eddie Rickenbacker | 81.970 | 20   | 103         | 0    | Rod             |
| 20       | 23       | 27       | Louis Chevrolet    | 81.010 | 23   | 76          | 0    | Szelepek        |
| 21       | 13       | 17       | John DePalma       | 87.040 | 13   | 41          | 0    | Loose flywheel  |
| 22       | 19       | 24       | John A. Mais       | 81.970 | 19   | 23          | 0    | Left course     |
| 23       | 22       | 26       | George Hill        | 81.520 | 22   | 20          | 0    | Water pump gear |
| 24       | 21       | 25       | G. C. Cox          | 81.520 | 21   | 12          | 0    | Timing gears    |